# Pterygotioidea
Pterygotioidea — надродина викопних членистоногих класу Меростомові (Merostomata). Надродина включає родину Pterygotidae та базальні роди Hughmilleria, Herefordopterus та Slimonia. Загалом група містить 54 види у 9 родах.